# Didymodon planotophaceus
Didymodon planotophaceus är en bladmossart som beskrevs av J. Fröhlich 1953. Didymodon planotophaceus ingår i släktet lansmossor, och familjen Pottiaceae. Inga underarter finns listade i Catalogue of Life.